# Tiszaugi közúti Tisza-híd
A tiszaugi közúti Tisza-híd Tiszaug és Lakitelek között található. 2000-2001 között épült, a 44-es főút vezet át rajta.

## Története
A 44-es főút forgalma jelentősen megnövekedett az 1990-es évek során. Az úton a belföldi forgalom mellett a Románia felé tartó nemzetközi teherforgalom is jelentős. Az 1927-29 között épült közös üzemű Tiszaugi közúti-vasúti híd 5,3 méteres szélessége miatt nehezen volt képes ellátni a forgalmat. Igen sűrűn nagy torlódások jelentkeztek a hídon, ugyanis két széles teherautó már nem fért el egyszerre a hídon, be kellett vezetni széles járművek esetén az egyirányú közlekedést, emellett vonatok áthaladása idejére le kellett zárni azt a közúti forgalom elől. Már 1988-ban felvetődött a híd átépítésének vagy új híd építésének a gondolata. Az építkezés végül 2000-ben kezdődött, a híd 2001-ben készült el. A hídon kétsávos útpálya, járda és kerékpárút vezet át.
Az új közúti hidat a közvetlen a vasúti híd mellé, annak északi oldalához építették. Pillérei egybeesnek a vasúti híd pillérjeivel. Felsőpályás acélszerkezetű gerendahíd, négy nyílásának hossza 52,30 m + 103 m + 103 m + 52,30 m, szélessége 12 méter, az acélszerkezet tömege 1384 tonna. A híd tervezője a Pont-TERV Mérnöki Tervező és Tanácsadó Rt, kivitelezői a Hídépítő Rt. és a Ganz Acélszerkezetek Rt. voltak.